# AN/APQ-153
AN/APQ-153は、アメリカ合衆国のエマソン・エレクトリック社が開発したパルス・レーダー。主として戦闘機の火器管制レーダーとして使用される。

## 概要
従来アメリカは、ノースロップ社のN-156Fを発展途上国向けの海外供与戦闘機として位置付け、F-5A/B フリーダム・ファイターとして西側諸国の各国に提供してきた。しかし、当時の有力な仮想敵機であったソビエト連邦のMiG-21戦闘機が火器管制レーダー（サプフィル-21）を搭載して全天候型への発展を遂げると、レーダーを搭載しないF-5A/Bでは対抗が困難となった。このことからアメリカ空軍では、より優れた海外供与戦闘機を求めるIFA（International Fighter Aircraft）計画に着手しており、これに応募するため、同社ではF-5シリーズへの火器管制レーダーの搭載を模索していた。
これに応じて開発されたことから、本機はF-5戦闘機の小さな機首に収容できることを最優先とされており、比較的簡素なものであるが、十分にまとまったシステムとして完成された。空対空戦闘においては赤外線ホーミング（IRH）誘導のサイドワインダー空対空ミサイルの火器管制を行なえる程度であり、セミアクティブ・レーダー・ホーミング（SARH）誘導のミサイルを誘導することはできず、ルックダウン・シュートダウン能力やグラウンド・マッピング能力も備えていない。
ノースロップ社は、従来のF-5A/Bをもとに全面的な改良を加えた機体としてF-5-21を開発しており、本機はそのアビオニクスの中核として搭載された。F-5-21は1972年8月11日に初飛行し、F-5E/F タイガーIIとして米軍の制式番号・ペットネームを付与された。
AN/APQ-153を元にして、下記のような様々な派生型が開発されている。
- AN/APQ-157 - 複座型のF-5F用として、AN/APQ-153を元に後席での操作に対応したモデル。2つの列線交換ユニット（LRU）を含んでいる。
- AN/APQ-159（英語版） - AN/APQ-153の全面的な改良型。アンテナをプレーナアレイアンテナに変更し、探知距離は倍増したほか、MTBFも125時間（最終発達型では150時間）に延長された。順次にAPQ-159-1から-7までのサブタイプが開発されたほか、のちにパルスドップラー処理に対応したAN/APG-69に発展した。
- AN/APQ-167 - AN/APQ-157の更新用。